# 愛德華·德瑞克
愛德華·約翰·德瑞克（英語：Edward John Drake，1990年12月26日—），澳大利亞男編劇、導演和製片人。知名作品如布魯斯·威利主演的科幻片《異種獵殺》（2020年）、《終極異噬界》（2021年），以及《俠探特攻》系列電影（2022年至2023年）。

## 生平
愛德華·德瑞克出生於維多利亞州墨爾本，就讀當地的墨爾本大學。他為了工作而移居至美國加利福尼亞州洛杉磯。德瑞克曾是製片人兼奧斯卡金像獎得主麥可·蘇格和導演馬克·羅曼尼克的助理。
德瑞克時常製作短片，並為許多音樂藝人執導過MV，合作對象如傑克U電子樂團、Yolanda Be Cool和We Are the Ocean。2012年執導了首部長片《動物》（Animals），之後又拍了恐怖片《灼熱》（Broil，2020年）。2014年在電視劇《無間警探》第一季擔任製片助理。
他時常與加拿大演員柯瑞·拉吉和美國演員布魯斯·威利合作。2019年，德瑞克編寫了威利主演的科幻片《異種獵殺》劇本，電影由約翰·蘇茲（John Suits）執導，於2020年發行。此後開始數次與威利合作；包括執導並與拉吉編劇的《終極異噬界》（2021年）、動作驚悚片《終極狩獵團》（2021年）、《終極包圍戰》（2021年）和《終極夜路》（2022年）。

## 作品列表
- 《當時你在哪》（Where Were You，2010年）-導演、編劇和監製（短片）
- 《雨，冰雹，閃光》（Rain Hail Shine，2012年）-導演（短片）
- 《動物》（Animals，2012年）-導演、編劇和監製
- 《灼熱》（Broil，2020年）-導演和編劇
- 《異種獵殺》（2020年）-編劇和執行製片人
- 《終極異噬界》（2021年）-導演、編劇和執行製片人
- 《終極狩獵團》（2021年）-導演和編劇
- 《終極包圍戰》（2022年）-導演和編劇
- 《終極夜路》（2022年）-導演和編劇
- 《俠探特攻：全面追緝》（2022年）-導演和編劇
- 《驚爆夏威夷》（2022年）-編劇
- 《俠探特攻：贖罪行動（英语：Detective Knight: Redemption）》（2022年）-導演和編劇
- 《俠探特攻：驚爆獨立日（英语：Detective Knight: Independence）》（2023年）-導演和編劇
- 《舉槍》（Guns Up，2025年）-導演、編劇和監製

## 外部連結
- 愛德華·德瑞克在互联网电影资料库（IMDb）上的資料（英文）